# Peraltilla
Peraltilla è un comune spagnolo di 166 abitanti situato nella comunità autonoma dell'Aragona.

Fa parte della comarca del Somontano de Barbastro.
Il paese ha un'origine romana e si chiamava anticamente Petra Alta. La bella chiesa parrocchiale è del XV secolo, mentre quella dedicata a San Gioacchino (San Joaquin) è settecentesca